# 2024年颱風凱米對臺灣的影響
強烈颱風凱米是自2016年強烈颱風尼伯特以來，首個登陸於臺灣的強烈颱風，在此之前已經有2938天沒有任何強烈颱風等級的熱帶氣旋登陸於臺灣。颱風從宜蘭縣南澳鄉登陸，穿越雪山山脈後於桃園市新屋區出海。

## 氣候背景
美國國家海洋和大氣管理局再次宣告2024年重回拉尼娜现象，交通部中央氣象署於6月25日公布該年颱風展望，指出2024年太平洋颱風季生成颱風數量較少、但生成位置較接近台灣。國立中央大學大氣科學系特聘教授林沛練則表示：「今年西北太平洋的海溫其實是還滿偏高的，那如果颱風剛好形成的位置，是在這一個有利的位置，特別是海溫比較高的地方，那它的強度發展當然就會比較快速，然後影響台灣的機率當然就比較高。」而此次凱米颱風的登陸台灣，成為自2016年強烈颱風尼伯特後，時隔2938天之後再次有強烈颱風登陸於臺灣。

## 構成與防災措施
原位於菲律賓東方海面的熱帶性低氣壓在7月20日下午2時增強為輕度颱風，在初期預測的路徑是從琉球群島附近通過，後陸續調整路徑為西北颱通過台灣北部近海，交通部中央氣象署最終修正路徑，稱凱米不排除登陸台灣。最終，凱米受地形影響在東部外海呈現V字型路線滯留，並在完成轉圈後登陸台灣。

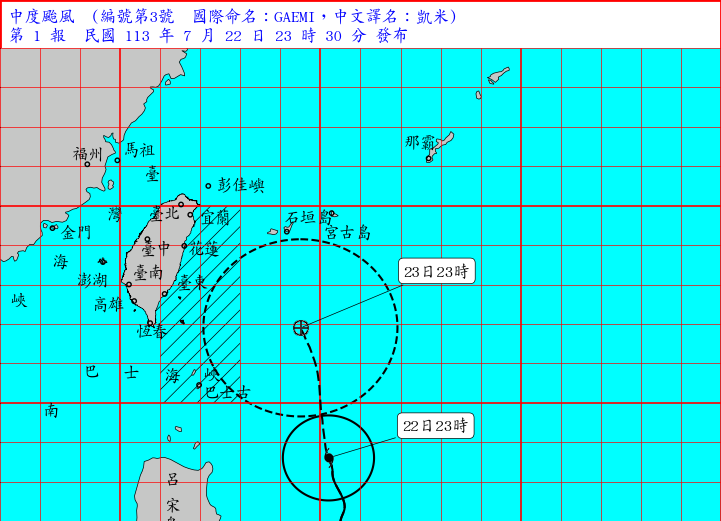
中央氣象署在7月22日晚上11時30分發出海上颱風警報

交通部中央氣象署於7月22日晚間11時30分發布海上颱風警報，並隨後於23日上午11時30分發布海上陸上颱風警報。中央災害應變中心在警報期間以一級開設。中華民國總統賴清德視導中央災害應變中心時，指出因經歷2024年花蓮地震，故希望中央與地方的應變中心能共同合作，同時指凱米侵襲期間適逢天文大潮，要非常關注低窪地區的狀況。
隨著凱米颱風離開台灣後，於7月25日晚間7時50分在福建省莆田市沿海登陸，交通部中央氣象署於當日上修高屏地區累積雨量至2200毫米。對於上修累積雨量，前交通部中央氣象局局長鄭明典稱係因凱米離開台灣後引進西南氣流所致。隨著凱米持續減弱，交通部中央氣象署於7月26日上午8時30分解除所有颱風警報，並提醒民眾凱米南側的對流雲系發展相當旺盛，外圍環流和暴風圈仍影響台灣，且引進的西南風仍會對台灣中部和南部造成較大雨勢。
中央災害應變中心在凱米遠離後，因應災後重建之進度而持續開設，直至28日下午舉行凱米颱風第18次工作會報後，表示進駐單位回歸各部會應變機制，協助地方災後重建，並指出是次颱風影響期間，全國災情共1萬5794件。

## 影響
| 彭佳嶼 · 29.8 m/s板橋 · 7.4 m/s鞍部 · 10.7 m/s竹子湖 · 7.4 m/s淡水 · 9.1 m/s基隆 · 15.4 m/s臺北 · 7.8 m/s新屋 · 16.0 m/s新竹 · 7.2 m/s宜蘭 · 16.2 m/s蘇澳 · 20.5 m/s花蓮 · 23.8 m/s成功（新港） · 9.2 m/s臺東 · 9.5 m/s大武 · 7.0 m/s蘭嶼 · 27.2 m/s臺中 · 7.2 m/s梧棲 · 17.2 m/s日月潭 · 8.7 m/s阿里山 · 7.4 m/s嘉義 · 12.2 m/s玉山 · 27.1 m/s臺南 · 14.9 m/s高雄 · 9.6 m/s恆春 · 10.3 m/s澎湖 · 12.8 m/s東吉島 · 27.0 m/s金門 · 12.5 m/s馬祖 · 14.0 m/s 中華民國交通部中央氣象署署屬氣象測站測得最大持續風力。圖例： · 測得5級風或以下 · 測得6至7級風 · 測得8至9級風 · 測得10至11級風 · 備註：更新時間：7月26日02:00 | 彭佳嶼 · 44.2 m/s板橋 · 18.3 m/s鞍部 · 24.7 m/s竹子湖 · 24.7 m/s淡水 · 19.3 m/s基隆 · 35.9 m/s臺北 · 20.9 m/s新屋 · 25.8 m/s新竹 · 18.8 m/s宜蘭 · 28.5 m/s蘇澳 · 38.8 m/s花蓮 · 43.8 m/s成功（新港） · 22.0 m/s臺東 · 20.0 m/s大武 · 21.3 m/s蘭嶼 · 41.3 m/s臺中 · 20.0 m/s梧棲 · 31.5 m/s日月潭 · 22.3 m/s阿里山 · 22.5 m/s嘉義 · 23.3 m/s玉山 · 39.3 m/s臺南 · 24.7 m/s高雄 · 20.7 m/s恆春 · 24.9 m/s澎湖 · 26.6 m/s東吉島 · 38.5 m/s金門 · 17.4 m/s馬祖 · 27.3 m/s 中華民國交通部中央氣象署署屬氣象測站測得最大陣風。圖例： · 測得8至9級風 · 測得10至11級風 · 測得12至15級風 · 備註：更新時間：7月26日02:00 |

| 臺灣颱風降雨紀錄 | 臺灣颱風降雨紀錄 | 臺灣颱風降雨紀錄 | 臺灣颱風降雨紀錄 | 臺灣颱風降雨紀錄 | 臺灣颱風降雨紀錄 | 臺灣颱風降雨紀錄 |
| 累計降雨紀錄     | 累計降雨紀錄     | 累計降雨紀錄     | 年份             | 風暴名稱         | 發生地點         | 附註             |
| 排行             | 公釐             | 英吋             | 年份             | 風暴名稱         | 發生地點         | 附註             |
| ---------------- | ---------------- | ---------------- | ---------------- | ---------------- | ---------------- | ---------------- |
| 1                | 3,060            | 120.5            | 2009年           | 颱風莫拉克       | 嘉義縣阿里山鄉   | [ 23 ]           |
| 2                | 2,319            | 91.3             | 2001年           | 颱風納莉         | 臺北縣烏來鄉     | [ 24 ]           |
| 3                | 2,162            | 85.1             | 1969年           | 熱帶風暴芙勞西   | 臺北市北投區     | [ 23 ]           |
| 4                | 1,987            | 78.2             | 1996年           | 颱風賀伯         | 嘉義縣阿里山鄉   | [ 25 ]           |
| 5                | 1,914            | 75.4             | 2024年           | 颱風凱米         | 高雄市茂林區     | [ 26 ]           |
| 6                | 1,834            | 72.2             | 1987年           | 颱風琳恩         | 臺北市北投區     | [ 27 ]           |
| 7                | 1,774            | 69.8             | 2012年           | 颱風蘇拉         | 宜蘭縣宜蘭市     | [ 28 ]           |
| 8                | 1,672            | 65.8             | 1967年           | 颱風解拉         | 宜蘭縣冬山鄉     | [ 29 ]           |
| 9                | 1,611            | 63.4             | 2008年           | 颱風辛樂克       | 臺中縣和平鄉     | [ 30 ]           |
| 10               | 1,561            | 61.5             | 2005年           | 颱風海棠         | 屏東縣三地門鄉   | [ 31 ]           |

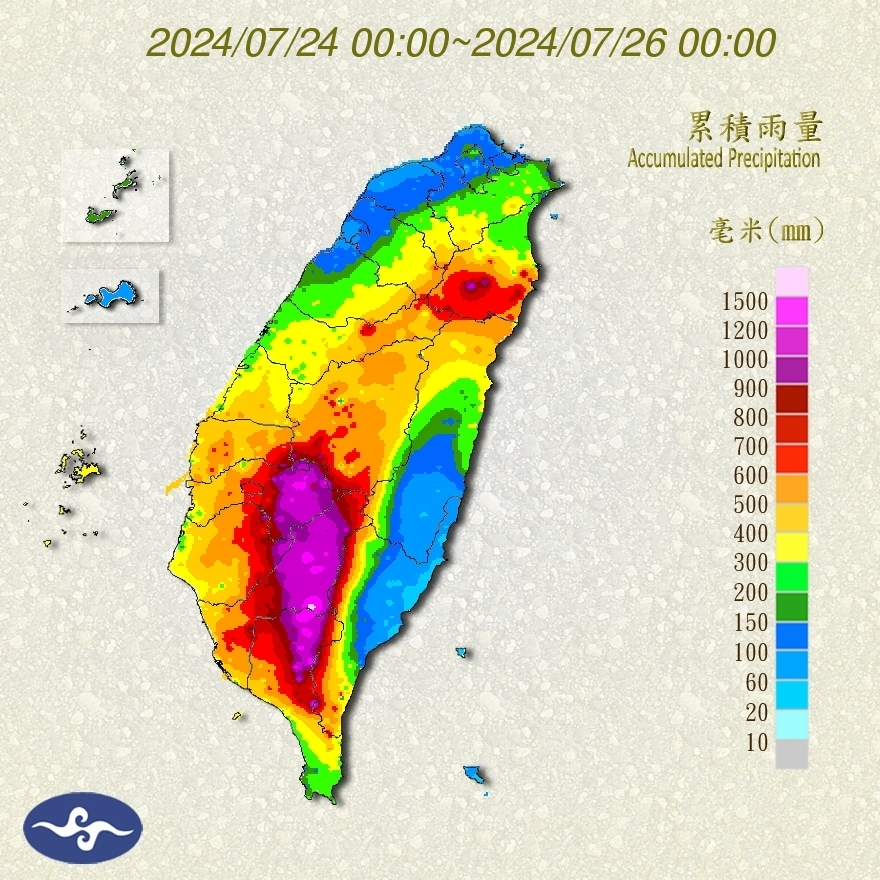
凱米颱風侵襲臺灣期間累積雨量

是次颱風影響期間，台灣中南部山區24小時累積雨量超過1000毫米，雲林古坑草嶺12小時累積雨量達420毫米，造成山下大湖口溪溪水暴漲。而在高雄市茂林區從24日至25日中午的單日累積雨量達1343.5毫米，超越八八水災時桃源區錄得的單日1,334毫米的雨量紀錄。台灣中南部受到持續強降雨影響，導致有多個縣市淹水。此次凱米影響台灣期間，創下首次在2天內發布20次致災性降雨跟國家級警報以及發布4次颱風強風告警紀錄。凱米及其挾帶的西南氣流影響期間，高雄平地單日降雨最高達887.5毫米，高雄市茂林區24小時累計雨量達1412毫米，創下該站自2013年設立以來新高，也刷新氣象署觀測站累計雨量最高紀錄。
受到天文大潮的影響，屏東縣東港鎮、高雄市旗津區、雲林縣箔子寮漁港等地皆發生海水倒灌事件，台南市將軍區青鯤鯓漁港於24日中午最高潮位達1.56公尺，而台南市水利局透過倒伏式水閘門成功阻擋漲潮帶來暴潮影響青鯤鯓漁港。高雄市典寶溪、台南市八掌溪及安平漁港等地則發生溢堤，雲林縣四湖大排、東勢馬光厝大排、台西新興海堤亦發生潰堤；高雄市仁武區三大排水系統曹公新圳、獅龍溪、後勁溪則因排水失靈，造成多處地區積水。
鐵道運輸方面，阿里山林業鐵路自23日起預防性停運。災後因邊坡崩落、樹木倒塌，及土石龐大，宣布預計嘉義至阿里山本線持續停駛至8月底。臺灣鐵路公司則宣布旗下鐵路自24日午後全線停駛，並於翌日下午3時部分復駛，台鐵公司之東部幹線和仁至崇德間土石流影響淹沒東西正線軌道，另外小清水溪橋西正線橋梁因溪水暴漲遭土石沖毀；西部幹線南靖至後壁之八掌溪橋南橋台路基掏空，於26日仍僅有部分路段復駛。為解決嘉義與新營間運輸需求，台鐵公司暫時以遊覽車接駁嘉義與新營間乘客。台灣高鐵於凱米影響期間宣布24日中午12時起，取消原本各班次列車，改為南下及北上每小時分別發出3班各站停靠全車自由座列車，並宣布25日當日停駛至該日下午3時。台灣高鐵提早於25日下午2時復駛，但南下行駛到嘉義段時一度因為風雨過大而減速慢行。台北捷運於7月24日宣布文湖線因風速達停駛標準，於當日下午3時30分發出末班車、下午4時15分暫停營運，並於當日晚間表示文湖線、淡水信義線的高架及平面路段視風速調整營運模式，其餘線路正常營運；桃園捷運在颱風影響期間宣布桃園機場捷運取消直達車及加班車班次，並於26日恢復正常營運；台中捷運在颱風影響期間僅配合台中市政府宣布停班停課調整班距為全線十五分鐘，並視人潮狀況機動加密班距，且視風力強度採取應變措施；高雄捷運則於7月24日表示高雄環狀輕軌因風速達停駛標準，於當日下午5時停駛，直至26日恢復正常營運。
船隻運輸方面，坦尚尼亞籍貨輪「福順輪」船隻在高雄港外海沉沒，9名船員棄船救生，其中3名船員游上岸獲救，並有1名緬甸籍船員的屍體漂流至高雄林園海岸。印尼籍貨輪「伊莉安娜」水泥船則於24日深夜擱淺在屏東沙灘上。原定前往日本沖繩的「歌詩達莎倫娜」郵輪，則因凱米的影響，三度變更行程後轉停高雄港，引起600名乘客不滿。截至26日，台灣近海共有10艘貨輪擱淺、1艘沉沒。往來布袋到澎湖馬公的布馬線航班自7月24日至27日全面停航，造成許多旅客滯留澎湖無法返台，截至26日共有16航線、169航次停航。此次凱米所導致台南、高屏近海發生九起船難事故，涉及的船隻和人員數量是歷年來最多。
空運方面，交通部民用航空局表示截至7月25日上午10時，航空國內線取消262架次，國際暨兩岸航線取消195架次、延誤11架次，並於當日晚間宣布7月26日各機場國際線恢復正常、國內線部分航班往返南竿和北竿、七美和望安等航班取消，其餘正常。交通部民用航空局在金門、澎湖兩地共加開20班次來疏運滯留人群，加開班次全都額滿且不足以消化滯留的人潮，兩地機場截至27日仍有超過千名旅客滯留。長榮航空及釜山航空分別於24日需降落至桃園機場與小港機場因風雨過大多次嘗試都沒辦法降落，經盤旋後最終仍順利降落；中華航空則有班機原定降落臺北松山機場，最終盤旋了兩圈，仍無法順利降落，且因為凱米的強風而晃動，加上燃油有耗盡可能，改降轉至桃園機場。
公路運輸方面，交通部公路局於7月26日下午表示共有24處道路災阻及發生災情。連結嘉義市至嘉義縣竹崎鄉石桌縣道159甲線上的光華二號隧道崩塌阻斷道路，南橫公路明霸克露鋼便橋則因荖濃溪暴漲而被沖毀。國道5號於24日18時開始封閉，並於翌日6時恢復通車。國道客運宜蘭到台北路段在25日下午部分恢復行駛，蘇花公路和仁到崇德多處亦因凱米所造成的土石流而阻斷。因應台灣東半部與離島、外島的交通阻斷，交通部航港局長葉協隆宣布，於28日緊急啟動海運備援機制，投入新台馬輪協助旅客及車輛疏運；交通部民用航空局則表示將持續協調航空公司調度運能，並請求軍機支援疏運，估計可投入逾300架次，提供座位數超過2萬4000個。
中華民國國防部原定於7月25日舉行南部地區的萬安演習亦因凱米的侵襲而取消，並指原預劃警報傳遞與發放（含手機告警訊息發布）等演練，均不予實施，以利災防整備；原定進行5天4夜進行實兵演練的漢光演習的部分則通令三軍部隊於25日中午12時結束，各級部隊立即轉換任務，協助地方政府遂行災害防救工作，而在澎湖、馬祖完成實彈射擊後，國防部宣布後續實兵演練改以沙盤和兵棋推演為主，此次為2023年杜蘇芮颱風影響台灣後，連續第二年因颱風而打亂漢光演習計畫。

## 災後調查與處置
據中央災害應變中心針對此颱風災害應變處置報告顯示，此次颱風共造成11人死亡、1人失蹤、902人受傷，並有3名登山客罹難，民生設施的部分，共造成865,680戶停電及161,244戶停水，中華民國農業部則回報是次颱風侵襲所導致的農業損失約新臺幣28億1876萬元。高雄市在此次降雨期間，25座滯洪池近全滿，滯洪量為2009年莫拉克只有1座滯洪池的45倍之多。經統計，凱米颱風造成高雄淹水面積498公頃，相較莫拉克颱風造成的5,400公頃僅佔9.2%。
總部位在花蓮的慈濟基金會在颱風期間即成立防災協調中心，啟動防災機制並備妥防災物資提供發放給各地受災戶，基金會創辦人證嚴法師亦發布公開信關懷受災戶，大林慈濟醫院則在颱風遠離後組織醫療團隊進行義診。台灣世界展望會在颱風影響後前往災區發放物資，並請駐地社工進行關懷受災戶。
凱米遠離後，台南市、高雄市及屏東縣分別爭取新台幣18億、新台幣2.7億元及新台幣27億7126萬元的治水經費，嘉義縣則因大華公路柔腸寸斷，與工程單位評估決議將道路截彎取直，興建鋼梁橋遠離沖蝕溝，並於橋梁兩端興建明隧道，爭取新台幣9100萬元的經費補助。各縣市政府在災後初步提出的復建經費概估新台幣61.6億元。
中華民國交通部部長李孟諺則表示接連發生地震與此次颱風，讓台灣觀光備受打擊，截至7月為止國際旅客來台僅430萬人次，因此指示交通部觀光署於8月推出振興補助方案並加強國際行銷，化解國際旅客以為台灣還是滿目瘡痍、依舊很危險的錯誤印象。花蓮縣政府則表示估計自4月地震後到2024年底，產值至少蒸發新台幣150億元，故追加預算案新台幣10億元，普發3000元花蓮振興券以擴大內需。
由於凱米在台灣中南部多處造成積淹水，衛生福利部疾病管制署發言人羅一鈞表示，凱米遠離後一周為登革熱疫情的觀察期，高雄市政府及台南市政府發放漂白水，以防制登革熱、鈎端螺旋體病、類鼻疽等傳染病發生；台灣血液基金會則表示，連兩天颱風假影響，全台血庫僅夠使用4.9天，各血型都呈現偏低狀態。

## 爭議

### 災防假實施爭議
在交通部中央氣象署對凱米發布海上陸上颱風警報後，台灣中部多個縣市宣布7月24日正常上班上課後，於深夜改宣布停班停課，進而引發爭議。台中市政府及雲林縣政府對此表示，原先預報資料並未將中部納入暴風圈範圍，隨著路徑大幅南修、風力達到標準，才做出停班停課的決定。
隨著凱米颱風遠離後，台灣南部多個縣市宣布7月26日正常上班上課，但因多處停電、淹水進而引發爭議，澎湖縣政府宣布停課不停班亦遭抨擊「小孩誰來顧？」；連江縣政府則在25日晚間宣布26日上午停班停課、下午正常上班上課。台灣南部多個縣市在原先正常上班上課的政策宣布後，依照《天然災害停止上班及上課作業辦法》第4條第3款之規定，改宣佈繼續全日停班停課，澎湖縣長陳光復則稱停課不停班的政策未考量0到6歲嬰幼兒家長托嬰問題，改宣布正常上班正常上課，連江縣長王忠銘則稱25日晚間8時前僅有舊的氣象資料，在晚間10時收到新的氣象資料後，緊急宣布26日全日停班停課。
彰化縣於此次颱風影響期間多處傳出淹水災情，彰化縣政府仍宣布7月26日正常上班上課，縣長王惠美臉書遭到大量留言批評，並湧入大量「咕嚕咕嚕」四格漫畫梗圖調侃。王惠美的臉書留言超過2萬1000則，縣議員向縣長王惠美陳情，但是都沒得到正面回應。事後，王惠美對此僅回應指若未儘速上班，清潔隊員無法外出收運、清潔環境，外界有任何意見，她虛心檢討。

### 抽水機認知落差
台中市長盧秀燕於25日主持台中市災害應變中心第五次工作會報時，稱其於下午1時50分接獲行政院院長卓榮泰電話，請求台中市政府支援抽水機。盧秀亦表示台中市政府同意調度5部12英吋大型抽水機支援南部。有媒體引述不具名行政院政案幕僚的消息，指卓榮泰確實有打給盧秀燕，但並沒提到借抽水機一事，盧秀燕可能因為國內外公務繁忙有誤解。台中市政府則對該篇報導回應指抽水機已經完成支援任務回到台中，盼各界勿因不具名傳聞徒增前線困擾。

### 機場有多起衝突
受到凱米外圍環流影響，導致班機起降錯亂，金門機場發生一起旅客抓起身旁的塑膠椅砸向櫃檯人員的衝突事件，當時櫃檯的位置有3名地勤人員正在辦理補位業務，其中一人因此遭到砸傷。地勤人員所屬的立榮航空對此回應指「絕不容許任何危害員工及作業安全的行為，將會保護員工免於在職場傷害的恐懼，對於該名旅客不理性的暴力行為，將會依法處理。」
桃園機場則發生行李延遲事件，導致民眾對著中華航空地勤破口大罵，而該名地勤直接下跪道歉。中華航空對此發布員工內部信直指「遇無理騷擾行為，也不能認同」，並對外表示「感謝所有一線同仁堅守崗位，即使颱風影響造成部分航機及行李延誤抵達，仍竭力服務旅客，也盼大眾諒解值班人員於颱風期間執勤的辛勞」。負責中華航空行李運送的桃園航勤公司則對外說明作業程序並非依照航機到場順序處理，而是優先考慮航機後續是否還有飛行任務，因此才會出現後面抵達的航班旅客先拿到行李的情況，並對對行李異常事件造成旅客久候及航空公司不便致歉。有當事人在臉書指出中華航空不但沒有任何公告跟說明，也沒有行李延遲證明或補償，其處理方式讓他「相當傻眼」；畫家「八耐舜子」稱其亦搭乘該班機，指當時一群人在轉盤區等了1個多小時，中華航空始終任何人沒有出面說明，並表示「華航當下冷處理的方式非常不友善，用下跪方式轉換為受害方打同情牌」。

### 行政院前瞻計畫
2017年4月，中華民國行政院核定前瞻基礎建設計畫，期望透過政府興建及完善各種基礎設施，強化民間投資動能，帶動整體經濟成長潛能。是次颱風影響期間，台灣中南部多個縣市淹水，包含陳菁徽、許宇甄、王鴻薇在內的中國國民黨籍立法委員質疑相關預算分配及執行成效。
高雄市政府對此指出，以相同標準檢視雨量、積淹水面積及退水期間等條件，強調治水成效經得起檢視，並強調此次災情在淹水面積、深度和淹水時間，都比2009年莫拉克明顯改善。行政院發言人陳世凱則指出，凱米在高雄的單日最大累積雨量，超過2009年莫拉克颱風及2010年凡那比颱風且適逢大潮，淹水面積較過去為少，退水速度也較過去快，顯見前瞻基礎建設治水工程效應下，盡力將影響範圍與時間降到最小。